# ラジオ☆聡美はっけん伝! テーマCD 2012
「ラジオ☆聡美はっけん伝! テーマCD 2012」（ラジオさとみはっけんでん テーマシーディー にせんじゅうに）は、佐藤聡美のシングル。2012年6月6日にマリン・エンタテインメントから発売された。

## 音楽性
1曲目の「Happy Friday Night」は、超!A&G+『ラジオ☆聡美はっけん伝!』のオープニングテーマに起用された。佐藤曰く「カーニバルみたいな曲」。そのためレコーディング時は汗をかくような勢いで行なったという。ちなみに歌詞には同番組にちなんだフレーズが盛り込まれている。
2曲目の「パジャマのまま」は、『ラジオ☆聡美はっけん伝!』のエンディングテーマに起用された。こちらは佐藤曰く「乙女チックな曲」に仕上がっている。

## シングル収録内容
（全作詞：稲葉エミ）
1. Happy Friday Night
  - 作曲：奈良悠樹
  - 超!A&G+『ラジオ☆聡美はっけん伝!』オープニングテーマ
2. パジャマのまま
  - 作曲：EBA
  - 超!A&G+『ラジオ☆聡美はっけん伝!』エンディングテーマ
3. Happy Friday Night（Inst）
4. パジャマのまま（Inst）
5. Happy Friday Night（RADIO OP. ver）
6. パジャマのまま（RADIO ED. ver）
7. 番組テーマ本人解説&コメンタリー

## チャート
| チャート（2012年）                | 最高位 |
| --------------------------------- | ------ |
| オリコン                          | 88     |
| Billboard JAPAN Hot Singles Sales | 77     |